# Betta kuehnei
Betta kuehnei е вид бодлоперка от семейство Osphronemidae.

## Разпространение
Видът е разпространен в Малайзия (Западна Малайзия) и Тайланд.

## Описание
На дължина достигат до 8 cm.